# Rörtjärnarna (Hotagens socken, Jämtland, 710375-144851)
Rörtjärnarna är en sjö i Krokoms kommun i Jämtland och ingår i Indalsälvens huvudavrinningsområde. Rörtjärnarna ligger i Gråberget-Hotagsfjällen Natura 2000-område.